# 1085 (szám)
Az 1085 (római számmal: MLXXXV) az 1084 és 1086 között található természetes szám.

## A szám a matematikában
A tízes számrendszerbeli 1085-ös a kettes számrendszerben 10000111101, a nyolcas számrendszerben 2075, a tizenhatos számrendszerben 43D alakban írható fel.
Az 1085 páratlan szám, összetett szám, szfenikus szám. Kanonikus alakja 51 · 71 · 311, normálalakban az 1,085 · 103 szorzattal írható fel. Nyolc osztója van a természetes számok halmazán, ezek növekvő sorrendben: 1, 5, 7, 31, 35, 155, 217 és 1085.
Az 1085 huszonegy szám valódiosztó-összegeként áll elő, ez közül a legkisebb is nagyobb 10 000-nél.

## Csillagászat
- 1085 Amaryllis kisbolygó